# Holstebro Vandtårn
Holstebro Vandtårn er et paddehatformet vandtårn beliggende på Nørrebrogade i Holstebro. Tårnet er opført i jernbeton og har en udkigspost øverst. I 2003 blev det renoveret, i det der var rustskader forårsaget af vejret på armeringen.
Da tårnet i 1965 blev fyldt op med vand, begyndte det at hælde til den ene side, hvorfor foranstaltninger måtte tages, således at det blev rettet op igen.